# Hermetia formica
Hermetia formica är en tvåvingeart som beskrevs av Osten Sacken 1886. Hermetia formica ingår i släktet Hermetia och familjen vapenflugor. Inga underarter finns listade i Catalogue of Life.